# Boso, ale na rowerze
Boso, ale na rowerze (nid. De helaasheid der dingen) – belgijsko-holenderski komediodramat z 2009 roku w reżyserii Felixa Van Groeningena. Scenariusz do filmu powstał na podstawie powieści Dimitri Verhulsta. Zdjęcia kręcono we flamandzkiej części Belgii.
Film miał premierę w ramach sekcji "Quinzaine des Réalisateurs" na 62. MFF w Cannes. Był oficjalnym belgijskim kandydatem do Oscara dla najlepszego filmu nieanglojęzycznego, ale ostatecznie nie zdobył nominacji. Na ekrany polskich kin trafił 18 czerwca 2010 roku.

## Fabuła
Gunther Strobbe to trzynastoletni chłopiec mieszkający w domu swojej babci wraz z ojcem pracującym jako listonosz i trzema stryjami. Chłopiec nie ma spokojnego i normalnego dzieciństwa, ponieważ codziennie wokół niego organizowane są imprezy. Jeśli chłopcu nie uda się zmienić otoczenia, bardzo prawdopodobne jest, że podzieli los swojego ojca i stryjów. "Boso, ale na rowerze" to komedia z czarnym humorem obrazująca życie w małym mieście pełnym plotek i z podziałem na klasy.  

## Obsada
- Pauline Grossen(inne języki) jako Sylvie
- Kenneth Vanbaeden(inne języki) jako Gunther – dziecko
- Valentijn Dhaenens(inne języki) jako Gunther
- Natali Broods(inne języki) jako ciocia Rosie
- Sara De Bosschere(inne języki) jako Nele Fockedey
- Bert Haelvoet(inne języki) jako wuj Koen
- Jos Geens(inne języki) jako André
- Koen De Graeve(inne języki) jako Marcel Strobbe
- Johan Heldenbergh jako brat Peter Strobbe
- Wouter Hendrickx(inne języki) jako brat Lowie Strobbe

i inni.